# 台湾油症
台湾油症（たいわんゆしょう）は1978年から1979年にかけて台湾で起こった健康被害である。
台湾彰化県渓湖鎮（けいこちん）の彰化油脂公司が作る米ぬか油にPCBが混入し、2,000人以上が健康被害を受けた。責任者3人に刑事罰と1億元（約3億円）の賠償金が言い渡されたが、被害者にお金が渡ることはなかったという。
1993年の健康調査によると、汚染グループと対照（普通）グループの比較として、女性の貧血症は2.3倍、男性の関節炎は4.1倍、椎間板ヘルニアは2.9倍であったという。